# Achillea atrata
Achillea atrata is een kruidachtige, meerjarige plant afkomstig uit de Alpenregio's van Zwitserland, Frankrijk, Italië, Duitsland, Oostenrijk en Slovenië.
De botanische naam Achillea atrata werd voor het eerst gepubliceerd in 1753 door Carl Linnaeus in Species plantarum, Tomus II, blz. 899. 

## Kenmerken
De plant en wordt 5 tot 25 centimeter hoog. De plantendelen geuren nauwelijks. De enkele stengel is rechtopstaand en dicht behaard.
De onderste bladeren, die langwerpig van vorm zijn, zijn gesteeld en diep veervormig gespleten met meestal drie tot vijf gekloofde lobben. De bovenste bladeren zijn zittend.
De bloeiperiode loopt van juli tot augustus. De bloemhoofdjes zijn gerangschikt in een eindstandige, parapluvormige bloeiwijze. De bloemhoofdjes hebben een diameter van 11 tot 16 millimeter. De schutbladen zijn groen met een brede zwarte huidrand. In een bloemhoofd zitten buisbloemen en straalbloemen. De zeven tot twaalf randbloemen (= straalbloemen) zijn zygomorf en wit. De talrijke schijfbloemen (= buisbloemen) zijn radiaal symmetrisch en lichtgeel.
Het chromosoomgetal is 2n = 18.

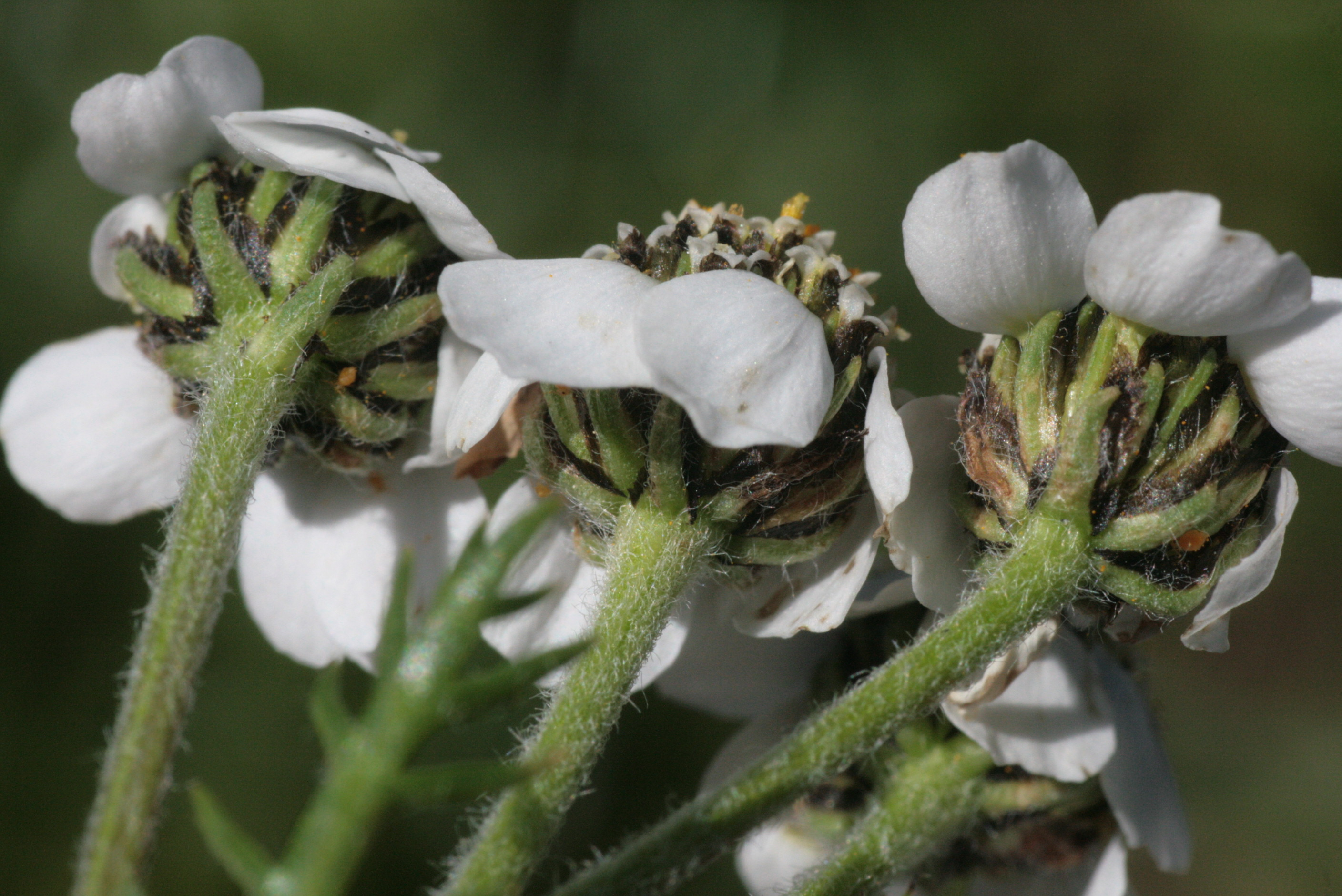
Bloemen van onder
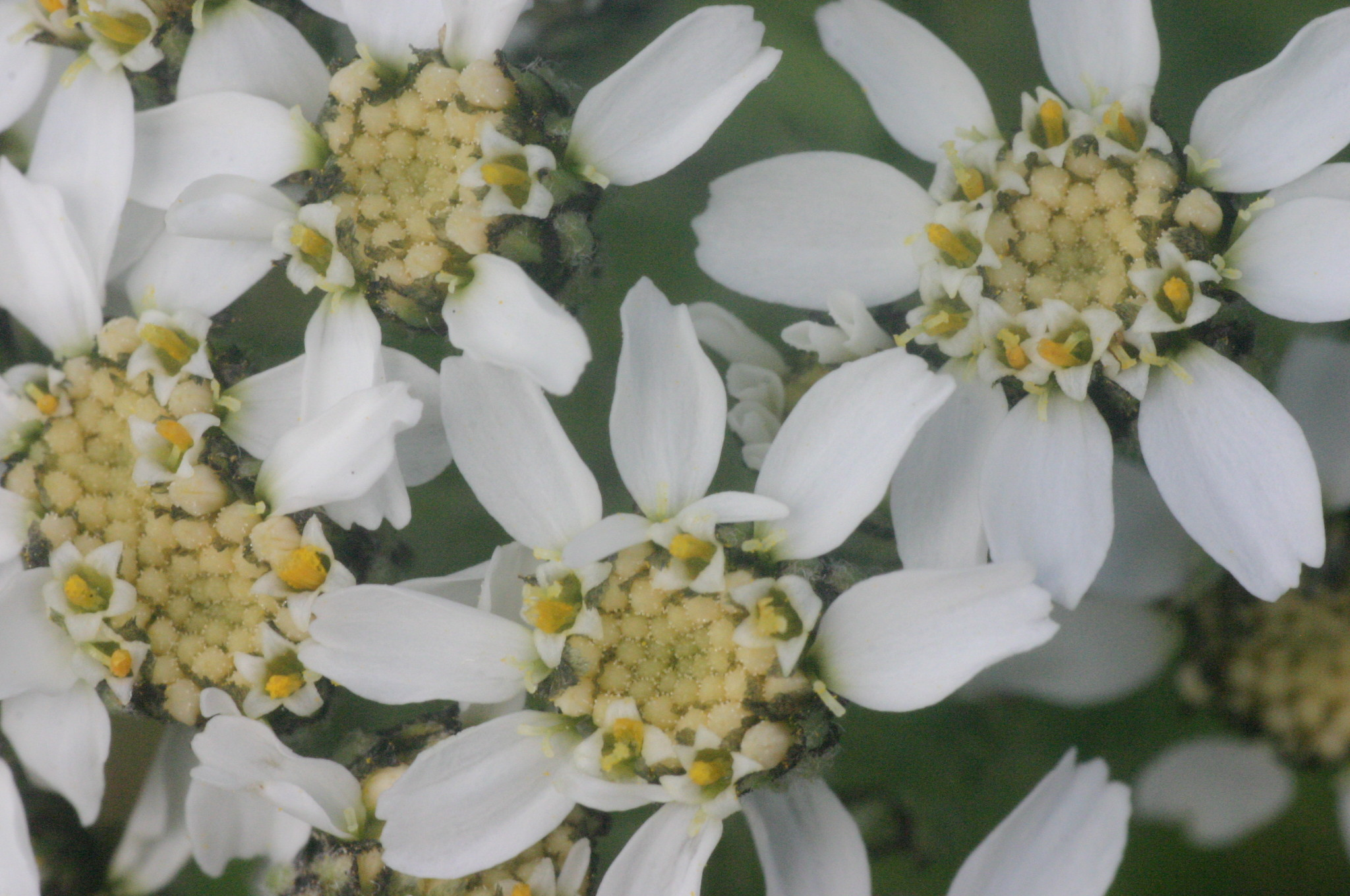
Bloemen van boven

... · 
A. abrotanoides · 
A. ageratum · 
Achillea filipendulina (Geel duizendblad) · 
A. millefolium (Duizendblad) · 
A. ptarmica (Wilde bertram) · 
...